# Deshengmen

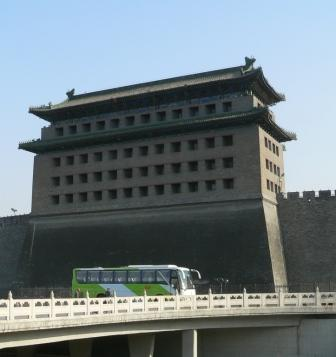
Wachturm des Deshengmen (Stadttor)

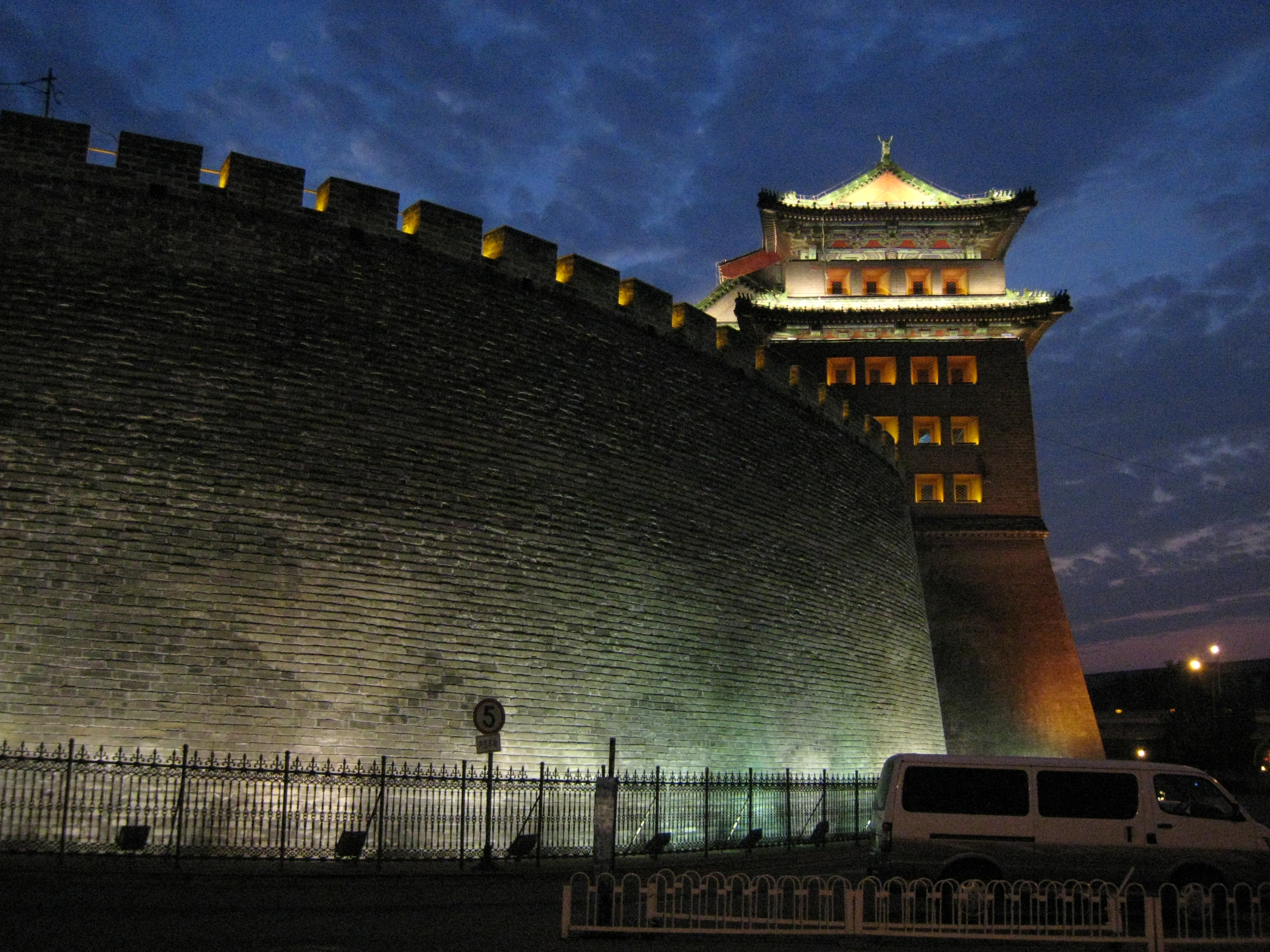
Deshengmen

Das Pekinger Deshengmen-Stadttor (chinesisch 德胜门, Pinyin Déshèngmén) ist eine der drei erhaltenen der ehemals neun Toranlagen der sogenannten Inneren Stadt (Neicheng). Die Militär- und Verteidigungsanlage liegt auf deren Nordseite im Stadtbezirk Xicheng. Die Anlage stammt aus der Zeit der Ming- und Qing-Dynastie. Mit ihrem Bau wurde 1439 begonnen.
Der Wachturm des Deshengmen (Deshengmen jianlou 德胜门箭楼; engl. Deshengmen Arrow Tower) steht seit 2006 auf der Liste der Denkmäler der Volksrepublik China (6-300).